# Expedition Münsterland
Expedition Münsterland ist eine Initiative der Universität Münster im Bereich der Wissenschaftskommunikation. Sie stellt wissenschaftliche Themen, vor allem solche mit regionalem Bezug auf das Münsterland, in der Öffentlichkeit dar und ermuntert die Bürger als Bürgerwissenschaftler (Citizen Scientists), zur Beschäftigung mit Wissenschaft.

## Überblick
Die „Expedition Münsterland“ wurde durch die Universität Münster im Jahr 2010 ins Leben gerufen und durch ihre Arbeitsstelle Forschungstransfer (AFO) entwickelt. Durch Tagesveranstaltungen, Ausstellungen und Projekte sollen Studierende und Bürger, aber auch Unternehmen, Kommunen, Vereine, Verbände und Schulen zu Wissenschaftsorten geführt werden. Im Sinne von Citizen Science wird der Austausch und die wissenschaftliche Zusammenarbeit mit den Bürgern des Münsterlands intensiviert und gemeinsame Aktivitäten ausgebaut. Ziel ist ein Dialog zwischen Wissenschaft und Gesellschaft. Partizipative Formate ergänzen das Projekt.
Forschende und Studierende bereiten wissenschaftliche Themen allgemeinverständlich auf und stellen sie in der Region vor. Durch den Austausch mit der Bevölkerung haben sie ihrerseits die Möglichkeit, die Region kennenzulernen. Kinder sollen früh mit dem akademischen Umfeld vertraut gemacht werden, Schülerinnen und Schüler mit Studierenden in Kontakt kommen, Erwachsene Zugang zur Welt der Wissenschaft erhalten. Es betreiben nicht nur Akademiker Wissenschaft, sondern Laien werden als Bürgerwissenschaftler vor Ort aktiv, etwa bei der Datensammlung zu bestimmten Themen oder der Einsicht in private, oft wissenschaftlich interessante Archive.

## Highlights der Expedition Münsterland

### Kulturtraverse Berkel

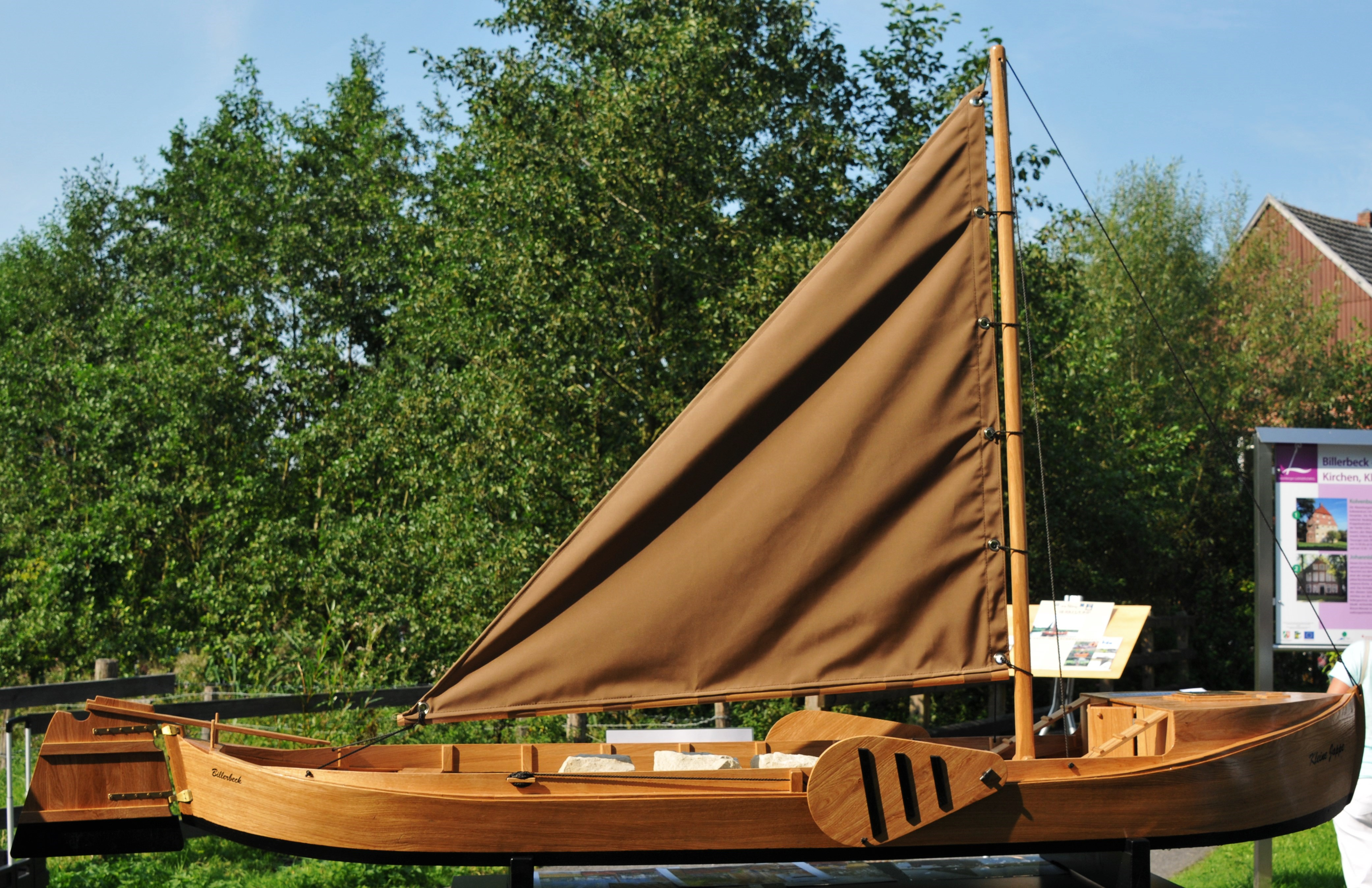
Die „Kleine Jappe“ der Universität Münster begleitete Einzelveranstaltungen der „Kulturtraverse Berkel“.

Die im Münsterland entspringende und von Billerbeck nach Zutphen (Niederlande) fließende Berkel war in früherer Zeit schiffbar und ermöglichte so den Transfer wichtiger Güter und Formen sozialen Austauschs. Diese Funktion als „kulturhistorische Brücke“ sollte durch neue Ideen unter Beteiligung von lokalen Akteuren sowie Kulturschaffenden und Forscher der Regionen wieder entfacht werden. Entsprechende Vorhaben konnten umgesetzt werden und, bezogen auf den jeweiligen Expeditionsort, neue Lerngemeinschaften entstehen. 2015 und 2016 fanden zu den Themen Kultur, Religion, Krieg und Frieden, Handel und Wandel sowie Ökologie in den Regionen des Berkelgebietes Veranstaltungen statt, die es erlaubten, die Region multiperspektivisch zu erkunden. Das „RKP Regionales Kulturprogramm NRW“ unterstützte das Projekt „Kulturtraverse Berkel“.

### Expedition zum Frieden

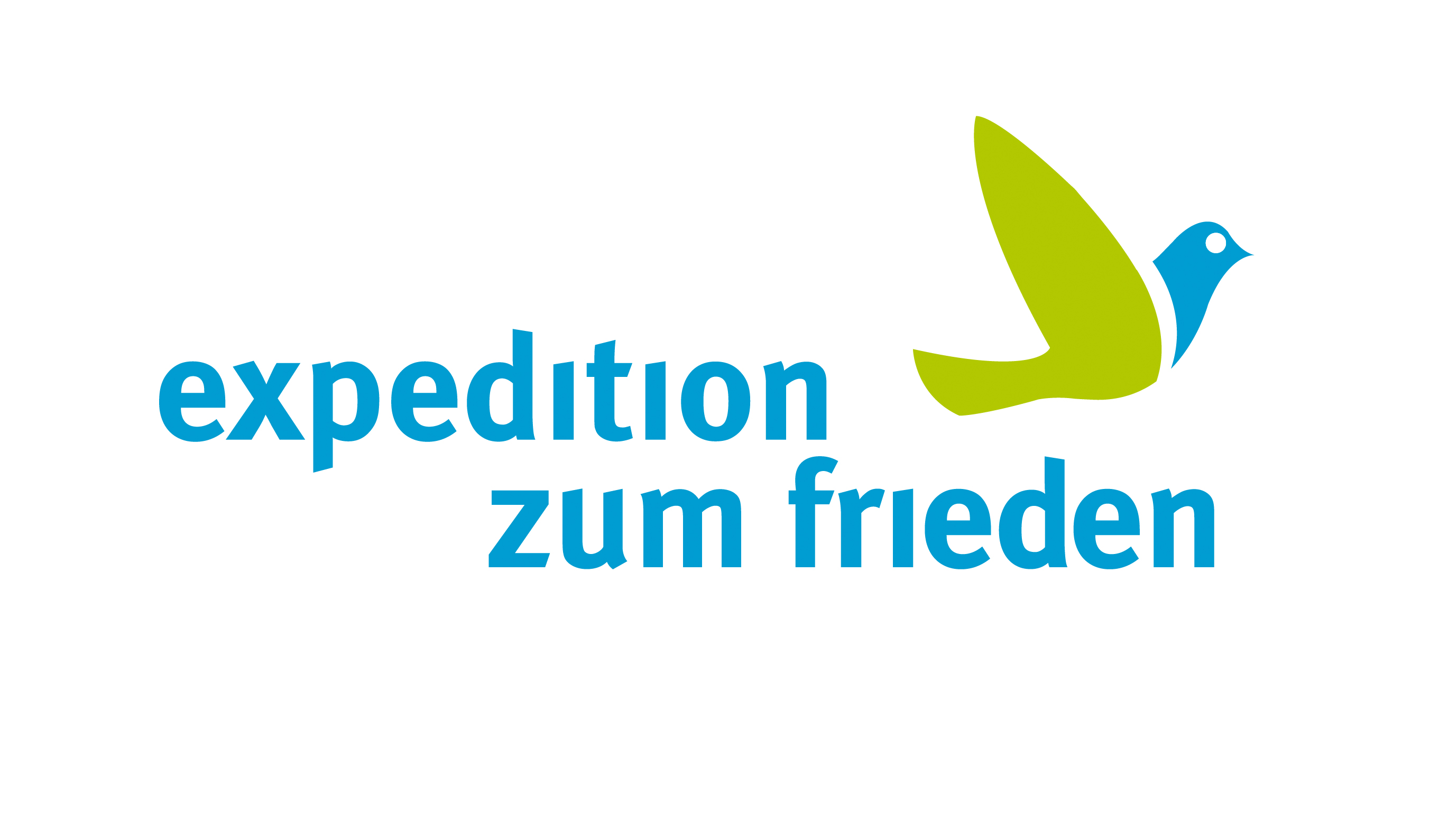
Das Logo der Expedition zum Frieden

2014 jährte sich der Beginn des Ersten Weltkriegs zum hundertsten Mal, eine militärische Auseinandersetzung, deren Gewaltpotenzial zur damaligen Zeit beispiellos war. In der „Expedition zum Frieden“ versuchte die Expedition Münsterland gemeinsam mit dem Historischen Seminar, Lehrstuhl für Neuere und Neueste Geschichte, der Universität Münster durch eine gezielte Kombination von Kunst und Wissenschaft, ein an der Thematik interessiertes Publikum innerhalb und außerhalb der Universität anzusprechen. Die Herangehensweise sollte sich von den konventionellen geschichtspolitischen und erinnerungskulturellen Umsetzungen unterscheiden, die existierenden und vielfach wieder aktualisierten „Großerzählungen“ regional und mit Bezug auf konkrete Wissensorte durch künstlerische Interpretationen greifbar gemacht und reflektiert werden. Im Mai 2016 erschien ein auf das Projekt Bezug nehmender Radtourenführer Durch Münsteraner Geschichte(n).

### x_Orte

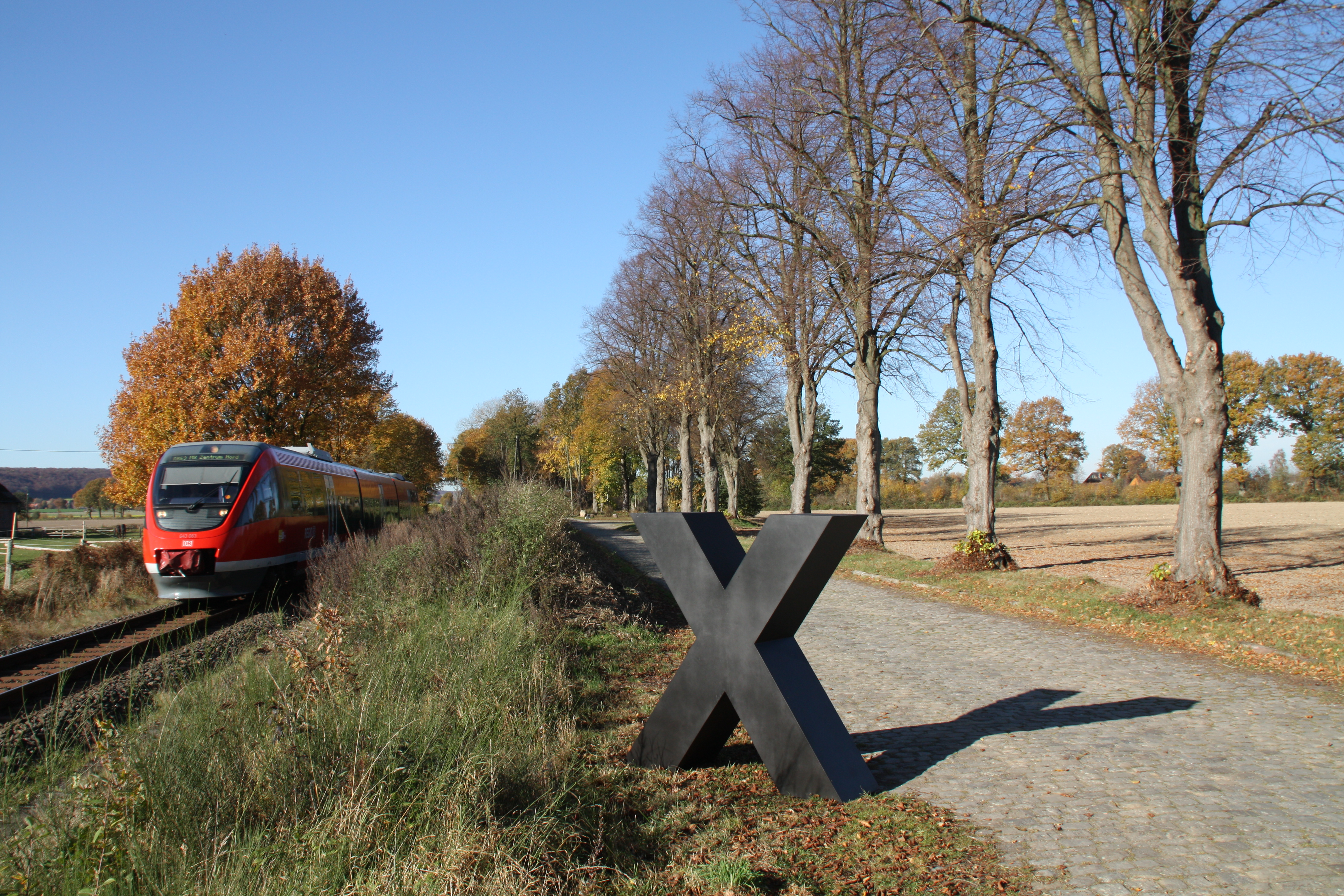
Ein x am ehemaligen Bahnhof Tilbeck.

In einem seit 2011 bestehenden Projekt werden besondere Orte im Münsterland mit einem 1,80 Meter großen, schwarzen x aus Holz markiert. Es soll den Betrachter auf Orte aufmerksam machen, die nicht sichtbar sind, weil sie entweder ganz bewusst so angelegt, in Vergessenheit geraten oder verwittert sind. Das x steht für das Mysteriöse, Dunkle, Ungeklärte, Rätselhafte oder Verschwundene der von ihm markierten Orte und soll auf sie und die sie umgebenden geschichtlichen Ereignisse und Zusammenhänge aufmerksam machen. Ein Beispiel ist ein während des Ersten Weltkrieges angelegter Friedhof, einziger „lebender“ Hinweis auf das ehemalige Kriegsgefangenenlager Haus Spital. Eine Ausstellung mit Fotografien vermittelt Näheres. Die „x_Orte“ wurden durch das „RKP Regionales Kulturprogramm NRW“ unterstützt.